# Hermann Emil Fischer
Hermann Emil Louis Fischer (1852. október 9. – 1919. július 15.) német kémikus. A cukrok és a purinszármazékok vizsgálatáért 1902-ben elnyerte a kémiai Nobel-díjat.

## Tanulmányai
Emil Fischer 1852. október 9-én született a Köln közelében fekvő Euskirchenben, Laurenz Fischer és Julie Poensgen öt gyermeke közül a legfiatalabbként (és egyetlen fiúként). Három évig magántanár oktatta, majd két évet egy helyi iskolában, két évet Wetzlarban, további kettőt pedig Bonnban tanult, végül 1869-ben kitüntetéssel érettségizett. Apja sikeres kereskedő volt, aki azt szerette volna, ha fia viszi tovább a vállalkozást, de Emil természettudományt, főleg fizikát szeretett volna tanulni. Rövid és sikertelen időszakot töltött a családi üzletben, 1871-ben pedig beiratkozott a Bonni Egyetem kémia szakára. Az egyetemen Kekulé és Zincke előadásait hallgathatta, fizikából August Kundt, ásványtanból Paul Groth voltak a tanárai. A következő évben unokatestvére, Otto Fischer (akiből szintén neves vegyész lett) rábeszélésére és mert még mindig inkább a fizika felé húzott, átiratkozott a Strassburgi Egyetemre. Itt találkozott Adolf von Baeyerrel, akinek hatására végleg elköteleződött a kémia iránt. Von Baeyer diákjaként a ftalein alapú festékeket vizsgálta és ebből a témából írta 1874-ben megvédett doktori disszertációját. Ugyanebben az évben tanársegéddé nevezték ki az egyetemen és rövidesen felfedezte a fenilhidrazint és kimutatta rokonságát a hidrazobenzollal.

## Munkássága

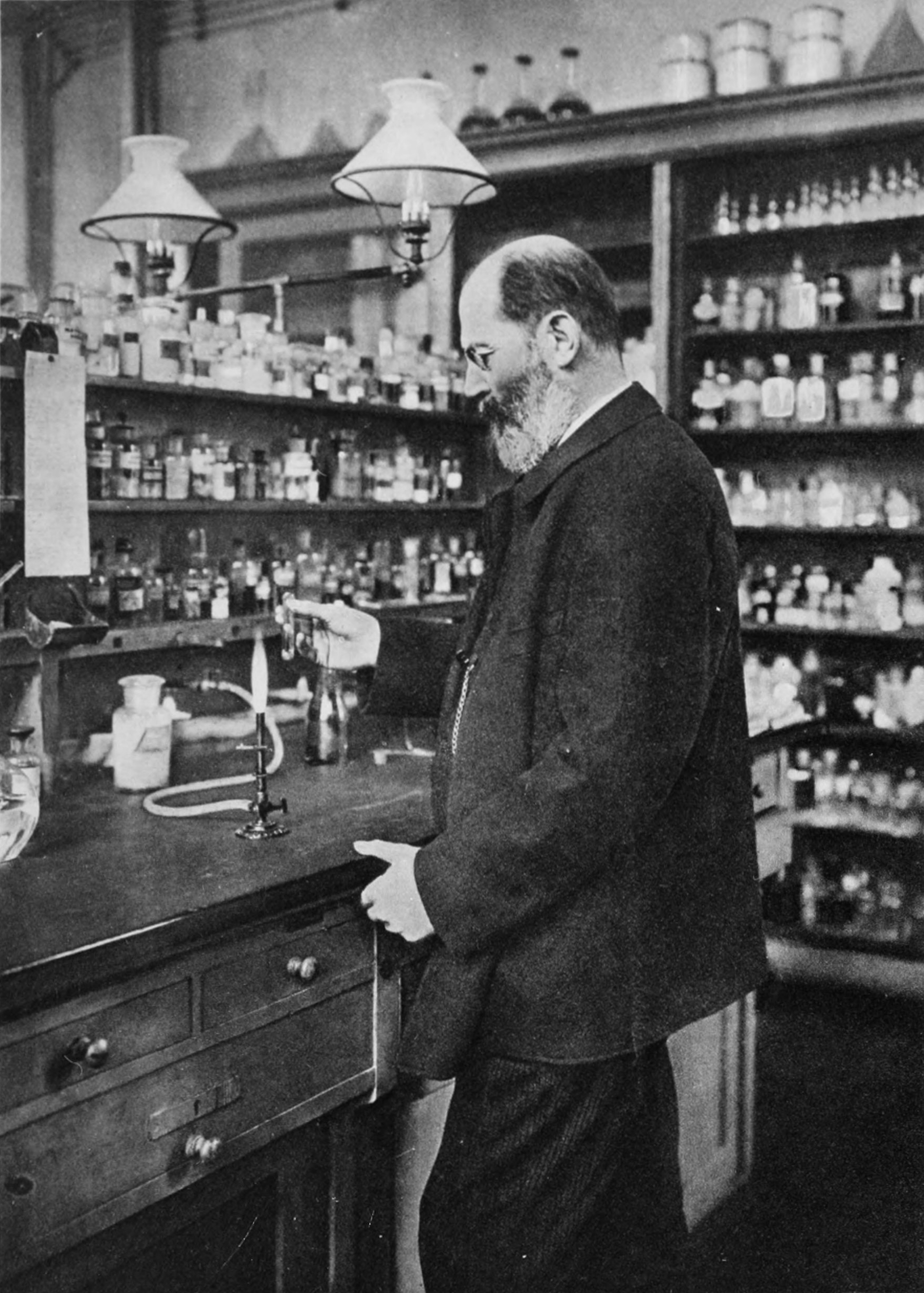
Emil Fischer a laboratóriumban (kb. 1912)

1875-ben von Baeyert felkérték, hogy Liebig után vegye át a Müncheni Egyetem katedráját; Fischer pedig követte mentorát. 1878-ban habilitált, a következő évben docensi kinevezést kapott. Ekkor felajánlották neki az Aacheni Egyetem kémiai katedráját, de elutasította. 1881-ben már elfogadta az Erlangeni Egyetem professzori székét. 1883-ban a Badische Anilin- und Soda-Fabrik meghívta kutatási igazgatójává, de Fischer az egyetemi pályánál maradt. 1888-tól a Würzburgi Egyetemen adott elő, 1892-ben pedig a Berlini Egyetem kémiaprofesszora lett.
Fischer Münchenben folytatta a hidrazinokkal végzett munkáját és Otto unokatestvérével közösen kidolgozott egy elméletet a trifenilmetánból származtatott festékek előállítására. Erlangenben a tea, a kávé és a kakaó hatóanyagait, a koffeint és a teobromint kezdte analizálni és később sikerült mesterségesen előállítania ezeket a vegyületeket.
1884-ben kezdte el vizsgálni a cukrokat és hamarosan sikerült feltárnia ennek az addig meglehetősen rejtélyes molekulacsaládnak a szerkezetét és rokonsági kapcsolatait. Kísérleteiben nagy hasznát vette a korábban felfedezett fenilhidrazinnak. Ennek segítségével össz tudta hasonlítani a glukóz, a fruktóz és a mannóz (amelyet ő fedezett fel 1888-ban) kémiai viselkedését. 1890-re megállapította a cukrok sztereokémiai szerkezetét és megjósolta potenciális izomerjeiket. Ugyanebben az évben glicerinből kiindulva mesterségesen sikerült előállítania a glukózt, a fruktózt és a mannózt. Munkáját kiterjesztette a rokon vegyületekre a glukozidokra.
Fischer kimutatta, hogy az akkoriban izolált, jobbára ismeretlen tulajdonságú anyagcsoport, mint az adenin, a xantin, a koffein, a guanin vagy a húgysav kémiailag rokonok és egyiket át lehet alakítani a másikba. A csoport alapvegyületét, amelyet purinnak nevezett el, eleinte csak elméletben létezőnek gobdolta, de 1898-ban sikerült szintetizálnia.
1899 és 1908 között a fehérjék szerkezetét tanulmányozta. Új módszereket dolgozott ki az aminosavak analízisére és felfedezte egy új típusukat, a ciklikus aminosavakat, mint a prolin és az oxiprolin. Vizsgálta az aminosavak közötti kötést, a peptidkötést és 1901-ben a francia Ernest Fourneau-val közösen sikerült mesterségesen előállítaniuk egy glicin-glicin dipeptidet. A munkát folytatja okto- és dekapeptideket is képesek voltak szintetizálni, amelyek már részben a természetes fehérjékhez hasonló tulajdonságokkal bírtak. Fischer munkája megalapozta a fehérjék kémiai természetének kutatását és lehetővé tette a szerkezetük későbbi pontos megállapítását.
Vizsgálta a Fekete-erdőben tett kirándulásai közben gyűjtött zuzmók enzimeit és kémiai vegyületeit; a bőrcserzés vegyi folyamatait és élete vége felé a zsírokat is.
Az első világháború kitörésekor Fischer az elsők között írta az a 93-ak kiáltványát amelyben prominens német értelmiségiek támogatásukról biztosították a német kormányt és jogosnak ítélték Belgium megszállását. A kormány tanácsadójaként a vegyipar hatékonyságának növelésén és azon dolgozott, hogyan lehetne pótolni kémiai úton azokat a nyersanyagokat, amelyekhez az ország az antant blokádja miatt nem fért hozzá. Sikerült megnövelnie a kokszgyártás melléktermékeként nyert ammónia mennyiségét, növelte a salétromsavgyártás hatékonyságát és megpróbálkozott szintetikus élelmiszer előállításával.

## Elismerései
- a Royal Society Davy-érme (1890)
- a Leopoldina Cothenius-érme (1893)

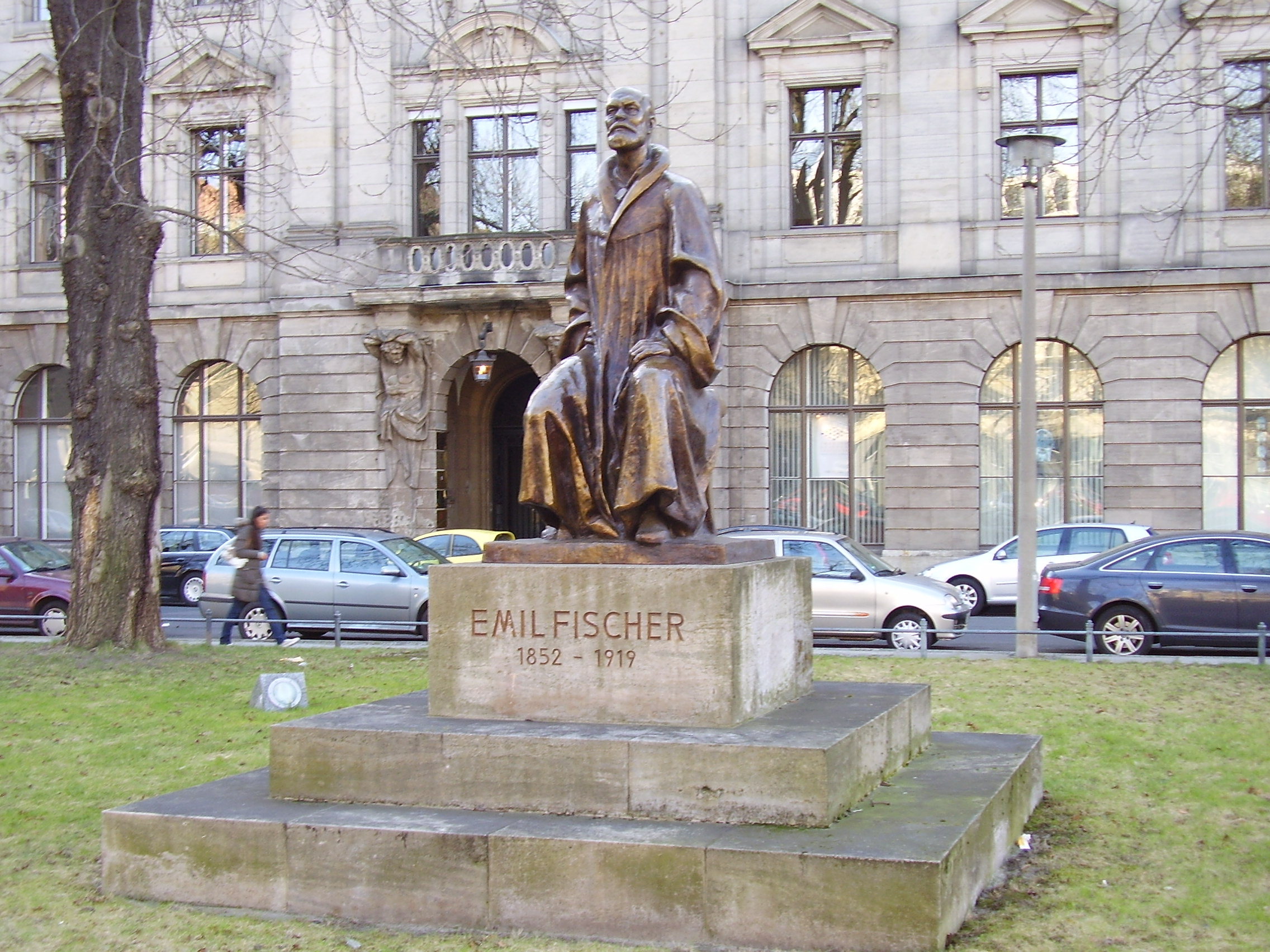
Emil Fischer szobra Berlinben

- Bajor Miksa Tudományos és Művészeti Érdemérem (1898)
- Kémiai Nobel-díj (1902) a "cukrok és purinok szintézisében végzett kiváló munkájáért"
- Pour le Mérite (1904)
- a Porosz Tudományos Akadémia Helmholtz-érme (1909)
- A Franklin Intézet Eliot Cresson-érme (1913)

Fischer porosz titkos tanácsosi címet kapott. Díszdoktorává avatták Oslo, Cambridge, Manchester és Brüsszel egyetemei. Halála után a Német Kémiai Társaság megalapította a Fischer-emlékérmet. Számos kémiai reakciót és módszert neveztek el róla: Fischer-indolszintézis, Fischer-projekció, Fischer-oxazolszintézis, Fischer-peptidszintézis, Fischer-féle fenilhidrazin és oxazon reakció, Fischer-redukció, Fischer–Speier észterifikáció, Fischer-glikozidáció.

## Családja és személyisége
Emil Fischer 1888-ban feleségül vette Agnes Gerlachot, az Erlangeni Egyetem anatómiaprofesszorának lányát. Hét évvel később felesége agyhártyagyulladásban meghalt. Három fiuk született: Walter elmebetegsége miatt öngyilkos lett, Alfred az első világháborúban katonaorvosként belehalt a tífuszba; a harmadik, Hermann Otto Laurenz Fischer a kaliforniai Berkeleyi Egyetemen tanított biokémiát és 1960-ban halt meg.
Fischert már 18 éves kora óta gyomorpanaszok kínozták, betegsége miatt nem tudta elfogadni a Zürichi Műszaki Főiskola állásajánlatát és würzburgi tartózkodása előtt egy éves betegszabadságot kellett kivennie Tüneteit később krónikus fenilhidrazin-mérgezésnek tulajdonította. Nem volt jó előadó, egyetemi előadásait előre betanulta. Würzburgban sokat kirándult a környező hegyvidéken és a Fekete-erdőben.
Emil Fischer 1919. július 15-én halt meg Berlinben, nem sokkal azután, hogy gyomorrákot diagnosztizáltak nála.